# 30e législature de la Colombie-Britannique
La 30e législature de la Colombie-Britannique a siégé de 1972 à 1975. Ses membres sont élus lors de l'élection générale de 1972 (en). Le Nouveau Parti démocratique de la Colombie-Britannique (NPD) dirigé par David Barrett forme un gouvernement majoritaire. Le Parti Crédit social de la Colombie-Britannique de W. A. C. Bennett forme l'opposition officielle. Bennett démissionne de la chefferie créditiste en juin 1973 et son fils, Bill Bennett, lui succède en novembre 1973.
Gordon Dowding est président de l'Assemblée durant l'ensemble de la législature.

## Membre de la 30elégislature
| Député | Député                       | Circonscription           | Parti                     |
| ------ | ---------------------------- | ------------------------- | ------------------------- |
|        | Robert Evans Skelly          | Alberni                   | Néo-démocrate             |
|        | Frank Arthur Calder          | Atlin                     | Néo-démocrate             |
|        | Francis Xavier Richter       | Boundary-Similkameen      | Créditiste                |
|        | Gordon Dowding               | Burnaby-Edmonds           | Néo-démocrate             |
|        | Eileen Dailly                | Burnaby North             | Néo-démocrate             |
|        | James Gibson Lorimer         | Burnaby-Willingdon        | Néo-démocrate             |
|        | Alexander Vaughan Fraser     | Cariboo                   | Créditiste                |
|        | Harvey Schroeder             | Chilliwack                | Créditiste                |
|        | James Roland Chabot          | Columbia River            | Créditiste                |
|        | Karen Elizabeth Sanford      | Comox                     | Néo-démocrate             |
|        | David Barrett                | Coquitlam                 | Néo-démocrate             |
|        | Robert Martin Strachan       | Cowichan-Malahat          | Néo-démocrate             |
|        | Carl Liden                   | Delta                     | Néo-démocrate             |
|        | Peter Rolston                | Dewdney                   | Néo-démocrate             |
|        | James Henry Gorst            | Esquimalt                 | Néo-démocrate             |
|        | Allan Alfred Nunweiler       | Fort George               | Néo-démocrate             |
|        | Gerald Hamilton Anderson     | Kamloops                  | Néo-démocrate             |
|        | Leo Thomas Nimsick           | Kootenay                  | Néo-démocrate             |
|        | Robert Howard McClelland     | Langley                   | Créditiste                |
|        | Don Lockstead                | Mackenzie                 | Néo-démocrate             |
|        | David Daniel Stupich         | Nanaimo                   | Néo-démocrate             |
|        | Lorne Nicolson               | Nelson-Creston            | Néo-démocrate             |
|        | Dennis Geoffrey Cocke        | New Westminster           | Néo-démocrate             |
|        | Patricia Jordan              | North Okanagan            | Créditiste                |
|        | Dean Edward Smith            | North Peace River         | Créditiste                |
|        | David Maurice Brousson       | North Vancouver-Capilano  | Libéral                   |
|        | Colin Gabelmann              | North Vancouver-Seymour   | Néo-démocrate             |
|        | George Scott Wallace         | Oak Bay                   | Progressiste-conservateur |
|        | Douglas Tynwald Kelly        | Omineca                   | Néo-démocrate             |
|        | Graham Lea                   | Prince Rupert             | Néo-démocrate             |
|        | William Stewart King         | Revelstoke-Slocan         | Néo-démocrate             |
|        | Harold Leslie Steves         | Richmond                  | Néo-démocrate             |
|        | Christopher D'Arcy           | Rossland-Trail            | Néo-démocrate             |
|        | Hugh Austin Curtis           | Saanich and the Islands   | Progressiste-conservateur |
|        | Donald Emerson Lewis         | Shuswap                   | Néo-démocrate             |
|        | Hartley Douglas Dent         | Skeena                    | Néo-démocrate             |
|        | William Andrew Cecil Bennett | South Okanagan            | Créditiste                |
|        | Donald McGray Phillips       | South Peace River         | Créditiste                |
|        | Ernest Hall                  | Surrey                    | Néo-démocrate             |
|        | Rosemary Brown               | Vancouver-Burrard         | Néo-démocrate             |
|        | Norman Levi                  | Vancouver-Burrard         | Néo-démocrate             |
|        | Emery Oakland Barnes         | Vancouver Centre          | Néo-démocrate             |
|        | Gary Lauk                    | Vancouver Centre          | Néo-démocrate             |
|        | Alexander Barrett MacDonald  | Vancouver East            | Néo-démocrate             |
|        | Robert Arthur Williams       | Vancouver East            | Néo-démocrate             |
|        | Roy Thomas Cummings          | Vancouver-Little Mountain | Néo-démocrate             |
|        | Phyllis Florence Young       | Vancouver-Little Mountain | Néo-démocrate             |
|        | Garde Basil Gardom           | Vancouver-Point Grey      | Libéral                   |
|        | Patrick Lucey McGeer         | Vancouver-Point Grey      | Libéral                   |
|        | Jack A. Radford              | Vancouver South           | Néo-démocrate             |
|        | Daisy Webster                | Vancouver South           | Néo-démocrate             |
|        | David Alexander Anderson     | Victoria                  | Libéral                   |
|        | Newell Orrin Ruston Morrison | Victoria                  | Créditiste                |
|        | Louis Allan Williams         | West Vancouver-Howe Sound | Libéral                   |
|        | William Leonard Hartley      | Yale-Lillooet             | Néo-démocrate             |

## Répartition des sièges
| Parti    | Parti                     | Député(s) |
| -------- | ------------------------- | --------- |
|          | Néo-démocrate             | 38        |
|          | Crédit social             | 10        |
|          | Libéral                   | 5         |
|          | Progressiste-conservateur | 2         |
| Total    | Total                     | 55        |
| Majorité | Majorité                  | 21        |

## Élections partielles
Des élections partielles ont été tenues pour diverses autres raisons:
| Circonscription          | Député                   | Parti      | Élection         | Motif                                                                           |
| ------------------------ | ------------------------ | ---------- | ---------------- | ------------------------------------------------------------------------------- |
| South Okanagan           | William Richards Bennett | Créditiste | 7 septembre 1973 | Démission de W.A.C. Bennett le 5 juin 1973; prend sa retraite de la politique   |
| North Vancouver-Capilano | Gordon Fulerton Gibson   | Libéral    | 5 février 1974   | Démission de D.M. Brousson le 23 octobre 1973, pour raisons intérêts personnels |

## Autre(s) changement(s)
- Hugh Austin Curtis se rallie au Crédit social le 25 octobre 1974[5].
- Patrick McGeer et Louis Allan Williams siègent comme Indépendants le 9 mai 1975[5]. Ils sont suivis par Garde Gardom le 20 mai[5]. Le 30 septembre, les trois se rallient aux Créditistes[6].
- Cowichan-Malahat: démission de Robert Strachan le 5 octobre 1975[5].